# Abu Dhabi Golfkampioenschap 2014
Het Abu Dhabi Golfkampioenschap 2014 - officieel het Abu Dhabi HSBC Golf Championship - was een golftoernooi in de Verenigde Arabische Emiraten, dat van 16 tot en met 19 januari 2014 werd gespeeld op de Abu Dhabi Golf Club in Abu Dhabi. Het toernooi maakte deel uit van de Europese PGA Tour 2014. Het totale prijzengeld was € 2.700.000.
Titelverdediger was Jamie Donaldson die vorig jaar het toernooi won met 14 slagen onder par.

## Verslag
Justin Rose trok zich enkele dagen voor de aanvang van het toernooi terug wegens een schouderblessure.
Henrik Stenson, die eerder de Qatar Masters in 2006 en de Dubai Desert Classic in 2007 won, heeft zijn komst bevestigd. Voor hem is het bijna een thuiswedstrijd, aangezien hij van 2004 tot 2012 in Abu Dhabi woonde. Het baanrecord is 62 en staat op zijn naam.
De British Golf Association kondigde aan dat Jamie Spence, die tegenwoordig op de Senior Tour speelt, de leider wordt voor het Britse team (dames en heren) bij de Olympische Zomerspelen 2016 in Rio de Janeiro.

### Ronde 1
Tijdens de eerste ronde werden veel birdies gemaakt maar er viel geen enkele eagle en maar zes spelers speelden de ronde zonder een bogey te maken. Paul Casey maakte op hole 15 bijna een hole-in-one, de bal bleef net voor de hole liggen. 

Alle spelers die in de top-10 staan, hebben een score van -5 of -4 en in totaal staan 51 spelers onder par. Daan Huizing en Thomas Pieters hadden een moeizame dag.

### Ronde 2
De drie leiders maakten een zeer verschillende score voor ronde 2. Rafa CB scoorde 68 en bleef aan de top, Baldwin scoorde par en bleef nog net in de top-10 en Wattel scoorde 75 en zakte naar de 33ste plaats. Danny Willett maakte een schitterend toernooirecord en steeg naar de 3de plaats, Rory McIlroy en Tommy Fleetwood waren de enige andere spelers met een bogeyvrije ronde. Joost Luiten eindigde drie slagen achter de leiders.

### Ronde 3
Craig Lee speelde opnieuw een ronde onder de 70 en bleef aan de leiding. Nummer 2 werd ineens Phil Mickelson na een ronde van 63.
Tommy Fleetwood, Joost Luiten en George Coetzee maakten ieder een ronde van 72 en zakten samen naar de 13de plaats.

### Ronde 4
Met een birdie op de laatste hole won Pablo Larrazábal dit toernooi. Hij speelde met Phil Mickelson, die ook met een birdie eindigde. Joost Luiten eindigde met een goede ronde van 68 en klom naar de 6de plaats.

Door deze overwinning stijgt Larrazábal ongeveer 50 plaatsen op de wereldranglijst en op de Race To Dubai kwam hij op de 7de plaats, Luiten steeg door dit toernooi naar de 8ste plaats.
- Scores

| Naam               | R2D | WR   | Score R1 | Score R1 | Nr   | Score R2 | Score R2 | Totaal | Nr  | Score R3 | Score R3 | Totaal | Nr  | Score R4 | Score R4 | Totaal | Nr  |
| ------------------ | --- | ---- | -------- | -------- | ---- | -------- | -------- | ------ | --- | -------- | -------- | ------ | --- | -------- | -------- | ------ | --- |
| Pablo Larrazábal   |     | 103  | 69       | -3       | T11  | 70       | -2       | -5     | T10 | 68       | -4       | -9     | T4  | 67       | -5       | -14    | 1   |
| Phil Mickelson     | =   | 5    | 73       | +1       | T63  | 70       | -2       | -1     | T43 | 63       | -9       | -10    | T2  | 69       | -3       | -13    | T2  |
| Rory McIlroy       | =   | 7    | 70       | -2       | T19  | 67       | -5       | -7     | T4  | 70       | -2       | -9     | T4  | 68       | -4       | -13    | T2  |
| George Coetzee     | =   | 95   | 68       | -4       | T4   | 70       | -2       | -6     | T7  | 72       | par      | -6     | T13 | 66       | -6       | -12    | T4  |
| Rafa Cabrera Bello | 156 | 141  | 67       | -5       | T1   | 68       | -4       | -9     | T1  | 73       | +1       | -8     | T6  | 68       | -4       | -12    | T4  |
| Joost Luiten       | 10  | 50   | 68       | -4       | T4   | 70       | -2       | -6     | T7  | 72       | par      | -6     | T13 | 68       | -4       | -10    | T6  |
| Craig Lee          | =   | 209  | 68       | -4       | T4   | 67       | -5       | -9     | T1  | 69       | -3       | -12    | 1   | 77       | +5       | -7     | T10 |
| Gaganjeet Bhullar  |     | 150  | 72       | par      | T57  | 68       | -4       | -4     | T13 | 66       | -6       | -10    | T2  | 75       | +3       | -7     | T10 |
| Tommy Fleetwood    | 14  | 89   | 73       | +1       | T63  | 65       | -7       | -6     | T7  | 72       | par      | -6     | T13 |          |          |        |     |
| Matthew Baldwin    | 30  | 252  | 67       | -5       | T1   | 72       | par      | -5     | T10 | 69       | -3       | -8     | T6  | 74       | +2       | -6     | T19 |
| Danny Willett      | 78  | 110  | 73       | +1       | T63  | 63       | -9       | -8     | 3   | 76       | +4       | -4     | T25 | 70       | -2       | -6     | T19 |
| Paul McGinley      | =   | 417  | 68       | -4       | T4   | 72       | par      | -4     | T13 | 72       | par      | -4     | T25 | 70       | -2       | -6     | T19 |
| José-Filipe Lima   | 113 | 219  | 68       | -4       | T4   | 75       | +3       | -1     | T43 | 67       | -5       | -6     | T13 | 73       | +1       | -5     | T28 |
| Marc Warren        | =   | 117  | 68       | -4       | T4   | 73       | +1       | -3     | T22 | 70       | -2       | -5     | T20 | 74       | +2       | -3     | T37 |
| Romain Wattel      | 19  | 176  | 67       | -5       | T1   | 75       | +3       | -2     | T33 | 70       | -2       | -4     | T25 | 74       | +2       | -2     | T45 |
| Dawie van der Walt | 8   | 101  | 68       | -4       | T4   | 73       | +1       | -3     | T22 | 74       | +2       | -1     | T46 | 79       | +7       | +6     | 71  |
| Daan Huizing       | 107 | 188  | 75       | +3       | T99  | 71       | -1       | +2     | MC  |          |          |        |     |          |          |        |     |
| Thomas Pieters     | 113 | 1118 | 76       | +4       | T104 | 77       | +5       | +9     | MC  |          |          |        |     |          |          |        |     |

| Leider |  | Toernooirecord |  | MC = Missed Cut |  | DQ = disqualified |  | R2D = Race To Dubai |  | WR = Wereldranglijst |

## Spelers
| - Thomas Aiken - Kiradech Aphibarnrat - Matthew Baldwin - Seve Benson - Gaganjeet Bhullar - Thomas Bjørn - Richard Bland - Grégory Bourdy - Kristoffer Broberg - Rafa Cabrera Bello - François Calmels - Michael Campbell - Jorge Campillo - Alejandro Cañizares - Johan Carlsson - Magnus A. Carlsson - Paul Casey - Darren Clarke - George Coetzee - Marco Crespi - Carlos Del Moral - Robert Dinwiddie - Chris Doak - Luke Donald - Jamie Donaldson - David Drysdale - Victor Dubuisson | - Simon Dyson - Nacho Elvira - Niclas Fasth - Darren Fichardt - Ross Fisher - Tommy Fleetwood - Mark Foster - Marcus Fraser - Stephen Gallacher - Sergio García - Ricardo Gonzalez - Branden Grace - Richard Green - Emiliano Grillo - JB Hansen - Soren Hansen - Peter Hanson - Padraig Harrington - Tyrrell Hatton - Grégory Havret - Michael Hoey - David Horsey - David Howell - Daan Huizing - Mikko Ilonen - Raphaël Jacquelin - Thongchai Jaidee | - Jin Jeong - Miguel Angel Jiménez - Roope Kakko - Shiv Kapur - Robert Karlsson - Martin Kaymer - Simon Khan - Maximilian Kieffer - Sihwan Kim - Søren Kjeldsen - Brooks Koepka - Jbe' Kruger - Wen-chong Liang - Pablo Larrazábal - Paul Lawrie - Peter Lawrie - Craig Lee - Thomas Levet - Alexander Levy - Tom Lewis - José-Filipe Lima - Shane Lowry - Joost Luiten - Morten Ørum Madsen - Matteo Manassero - Gareth Maybin - Damien McGrane | - Paul McGinley - Rory McIlroy - Edoardo Molinari - Colin Montgomerie - Garth Mulroy - Matthew Nixon - José María Olazabal - Thorbjørn Olesen - Adrian Otaegui - Hennie Otto - John Parry - Andrea Pavan - Eddie Pepperell - Julien Quesne - Alvaro Quiros - Richie Ramsay - Victor Riu - Eduardo de la Riva - Robert Rock - Brett Rumford - Ricardo Santos - Marcel Siem - Jeev Milkha Singh - Lee Slattery - Henrik Stenson - Richard Sterne - Graeme Storm | - Andy Sullivan - Simon Thornton - Peter Uihlein - Anthony Wall - Justin Walters - Paul Waring - Marc Warren - Romain Wattel - Steve Webster - Peter Whiteford - Bernd Wiesberger - Danny Willett - Chris Wood - Fabrizio Zanotti Invitaties - Brandon Stone - Kevin Phelan - Ahmed Al Musgarrekh - Thomas Pieters - Wen-vi Huang - Oliver Fisher - Wade Ormsby - Phil Mickelson |

2006 · 2007 · 2008 · 2009 · 2010 · 2011 · 2012 · 2013 · 2014
 South African Open Championship ·
 Alfred Dunhill Championship ·
 Nedbank Golf Challenge ·
 Hong Kong Open ·
 Nelson Mandela Championship ·
 Volvo Golf Champions ·
 Abu Dhabi Golf Championship ·
 Commercialbank Qatar Masters ·
 Dubai Desert Classic ·
 Joburg Open ·
 Africa Open ·
 WGC-Accenture Match Play Championship ·
 Tshwane Open ·
 WGC-Cadillac Championship ·
 Trophée Hassan II ·
 EurAsia Cup ·
 NH Collection Open ·
 The Masters ·
 Maybank Malaysian Open ·
 Volvo China Open ·
 The Championship at Laguna National ·
 Madeira Islands Open ·
 Open de España ·
 BMW PGA Championship ·
 Nordea Masters ·
 Lyoness Open ·
 US Open ·
 Iers Open ·
 BMW International Open ·
 Open de France ·
 Scottish Open ·
 The Open Championship ·
 M2M Russian Open ·
 WGC-Bridgestone Invitational ·
 US PGA Championship ·
 Made in Denmark ·
 D+D Real Czech Masters ·
 Italiaans Open ·
 European Masters ·
 KLM Open ·
 Wales Open ·
 Ryder Cup ·
 Alfred Dunhill Links Championship ·
 Portugal Masters ·
 Volvo World Match Play Championship ·
 Perth International ·
 BMW Masters ·
 WGC-HSBC Champions ·
 Turks Open ·
 Dubai World Championship